# Cijuela
Cijuela er en by og kommune i det sydøstlige Spanien i provinsen Granada. Den har et indbyggertal på 3.714 (2024) indbyggere.